# Rompope
Le rompope est une liqueur mexicaine préparée à partir de jaune d'œufs de poule, vanille, cannelle, amande moulue, lait de vache, sucre et alcool. La tradition considère ce produit comme issu des couvents de la région de Puebla.